# Pardilhó
Pardilhó ist eine Gemeinde (Freguesia) im portugiesischen Kreis Estarreja. In ihr leben 4232 Einwohner (Stand 19. April 2021).